# Hélène Aholou Kèkè
Pour les articles homonymes, voir Keke.
Hélène Aholou Kèkè née Hélène Kèkè est une avocate, femme politique et députée béninoise.

## Biographie

### Carrière professionnelle
Hélène Aholou Kèkè débute en tant qu'avocate en droit de la famille au barreau de Paris, avant de retourner au Dahomey pour poursuivre sa carrière. Elle intègre alors le corps de la magistrature avant d'en démissionner le 28 juin 1974. En tant qu'avocate, elle défend pendant plus de vingt ans les intérêts du gouvernement béninois. Elle a été élue bâtonnier de l'ordre des avocats en 1989.

### Carrière politique
Hélène Aholou Kèkè est élue députée à l'Assemblée nationale lors des élections législatives de 2007 et réélue en 2011 sous la bannière du parti des Forces Cauris pour un Bénin émergent (FCBE),. Elle est la présidente de la Commission des lois et des droits de l'homme de l'Assemblée en décembre 2012 quand la peine de mort est abolie. Elle démissionne des FCBE en 2015.
À l'approche de l'élection présidentielle, elle soulève devant la presse, en février 2016, des irrégularités électorales notamment l'enregistrement de 51 bureaux de vote de plus que ce qui était autorisé par la loi,. En mai 2016, elle figure parmi les 30 membres de la Commission nationale chargée de la réforme politique et institutionnelle initiée par le président de la République Patrice Talon.

## Distinctions et décorations
- Commandeur de l’ordre national du Bénin (2009)[8]